# 圣佩德罗-佩斯卡多尔
桑特佩雷佩斯卡多尔，是西班牙加泰罗尼亚赫罗纳省的一个市镇。总面积18平方公里，总人口1425人（2001年），人口密度79人/平方公里。